# Нервна система
Нервната система (на латински: Systema nervosum) е високоспециализирана система в телата на животните, която е изградена от най-високо организираната жива материя – нервната тъкан. Органите на нервната система осъществяват връзката на организмите с външната среда и взаимната връзка на всички тъкани и органи на останалите органни системи. По този начин се осигурява корелацията на функцията на органите на животните, както и интеграцията на органите в органните системи. Нервната тъкан осъществява адаптацията на организмите към постоянно изменящите се условия на външната среда. Функцията ѝ се осъществява с помощта на ендокринната система, която под влияние на нервната участва в регулиране на функцията на органите и в направляването на тяхната взаимна връзка. В процеса на еволюцията всички отдели на нервната система са се усъвършенствали морфологично и функционално под влияние на многообразието на действащите фактори на околната среда. Налице е тенденция на съподчиненост между отделните структури на системата, изразяваща се в преразпределението на жизнените функции между различните отдели и нарастване на координиращата роля на висшите отдели. В съответствие с това се увеличава общата маса на главния мозък.
Нервната система се подразделя на две подсистеми – централна нервна система (ЦНС) и периферна нервна система (ПНС). Първата е образувана от главния и гръбначния мозък, а втората от ганглиите, нервите, нервните сплитове и нервните окончания. Нервните окончания са сетивни органи и органели, като зрителния, слуховия, вкусовия и обонятелния, които допълнително се класифицират като сетивна система. На клетъчно ниво нервната система се характеризира с наличието на специален вид клетка, наречена неврон или „нервна клетка“. Невроните имат специални структури, които им позволяват да изпращат сигнали бързо и точно към други клетки. Те изпращат тези сигнали под формата на електрохимични вълни, предавани по тънки влакна, наречени аксони.

## Класификация
От биологична гледна точка нервната система e:
- мрежеста – най-просто устроена. Тя е съставена от множество клетки, разположени по цялото тяло и свързани помежду си чрез израстъци. Медузите, хидрата и коралите имат мрежеста нервна система.
- ганглийна – съставена е от нервни ганглии и връзки по между им, чрез които се образуват нервни вериги. При някои червеи, при раци и насекомите ганглиите в предната част на тялото се разрастват и образуват по-големи струпвания – надглътъчни ганглии, подглътъчни ганглии и коремна нервна верига.
- тръбеста – характерна за гръбначните животни и е най-сложно устроена. Тя има две части – централна и периферна нервна система. ЦНС включва главен и гръбначен мозък. При различните групи гръбначни животни частите на главния мозък са различно развити. ПНС е съставена от нерви и ганглии.

## Анатомично устройство на нервната система

### Безгръбначни животни

#### Нисши безгръбначни
- Мешестите и гребенестите животни са най-примитивните безгръбначни, които притежават най-примитивната нервна система. При двата типа нисши животни представлява особена примитивна субепителна нервна мрежа, оплитаща тялото и съставена от разнообразни неврони (чувствителни и ганглиеви клетки), съединяващи се помежду с връзки (дифузна нервна система). Особено плътна е мрежата в областта на оралния и аборалния край на организма. Дразнението на една част от тялото бързо се приема и предава на цялото тяло, изразяващо се в съкращение. То се проявява в съкращение на епително-мускулните клетки на ектодермата с едновременното отпускане на клетките в ендодермата. При гребенестите най-голяма концентрация на нервни клетки има по редовете от гребенести пластинки и около устата.

- Медузите са устроени по-сложно от полипните форми. При тях нервната система се обособява в централен отдел. Освен него имат и ганглии по ръба на чадърчестото тяло, като образуват своеобразен пръстен. Клетките инервират съкратителните клетки, като осигуряват движението на тялото.

#### Червеи
- Плоски червеи. При представителите на клас Ресничести червеи нервната система е примитивна. Съставена е от чифтен мозъчен ганглий, разположен в предния главов край. От тях излизат надлъжни нервни върви, минаващи по дължината на тялото. Ганглиите представляват струпване на нервни клетки, а нервните стволове са образувани от нервни влакна и множество нервни клетки. Съседните нервни върви, които се разполагат по дължина, са свързани помежду си. Обикновено два от нервните ствола, разположени в двата края на тялото, са добре развити. При представителите на клас Смукалници ганглият е чифтен, а нервните върви са 3 чифта. Два от тях минават отстрани, а другият е разположен вентрално. Свързани са помежду си с напречни върви, наречени комисури. Напред от ганглия са насочени нервни разклонения към устното смукало и устата. При тениите в сколекса се намира голям чифтен ганглий, от който напред и назад тръгват нервни стволове.

- Немертини. Сравнително добре развита с чифтен мозъчен ганглий, разположен в предния край на тялото, над червото. От него назад излизат два странични нервни ствола, от които излизат разклонения към вътрешните органи и кожно-мускулната торба.

- Кръгли. Нервната система е образувана от окологлътъчен нервен пръстен. Този пръстен е начало на няколко нервни ствола, излизащи от него. Напред към предния край на тялото и устата тръгват шест къси нервни кордона, които по дължината си се съединяват посредством напречни полуовални комисури. Към задната част на тялото също тръгват шест нервни ствола. Два от тях са особено добре развити и се разполагат по дължината на гръбното и коремното удебеление на хиподермата. Задните нервни стволове също се свързват посредством напречни комисури. Гръбният нервен ствол инервира двете гръбно разположени мускулни ленти, а коремният – двете коремни мускулни ленти.[1]

- Ротатории. Съставена е от един надглътъчен ганглий и множество излизащи разклонения напред към устата и чувствителните органи. Назад нервните стволове са два с разклонения към вътрешните органи.

- Бодлоглави червеи. Просто устроена с един нечифтен ганглий в основата на хобота и две странични нервни върви с разклонения към чувствителните органи и вътрешните.

- Прешленести червеи. При многочетинестите червеи и малочетинестите червеи нервната система е представена от чифт главен надглътъчен ганглий и чифт подглътъчен. Ганглиите се свързват с окологлътъчни конективи, а назад излиза чифтна коремна нервна верига с ганглии за всеки сегмент. При пиявиците няколко коремни ганглии се сливат в един общ по-голям.

#### Други типове безгръбначни
- Онихофори. Нервната система е просто устроена. Представена е от триделен мозък, разположен в главата, коремна нервна верига и множество периферни нервни разклонения за антените, очите, крайниците и вътрешните органи.

- Бодлокожи. При повечето от представителите е представена от нервен пръстен, разположен в дебелината на кожния епителий около устата. От него тръгват пет радиални нервни кордона. Това е ектоневралната нервна система. Над първия пръстен се намира втори, образуващ хипоневралната система. На срещуположната гръбна страна се намира и трети пръстен, наречен аборален нервен пръстен. От него също излизат пет радиални кордона. При бодлокожите обаче липсват ганглии.

- Полухордови. При този тип преходни животни се наблюдава нервна система, представена от единична гръбна и коремна нервна верига. От нея излизат разклонения към всички части на тялото. Среща се и дифузна нервна система, разположена в епидермиса.

#### Мекотели
- Охлюви. Тялото се инервира от пет чифта нервни ганглии, свързани помежду си с нервни конективи. Над глътката са разположени чифт церебрални ганглии, които инервират главата и очите. В предната част на краката се намират т.нар. педални ганглии, инервиращи мускулатурата на крака. В средната част на крака и в близост до трупа се намират плевралните ганглии. Те инервират основно мантията. След тях е четвъртият чифт, наречен париетални ганглии. От тях излизат нервни връзки към дихателните органи и органите за химичен усет. Под задното черво се намират висцералните ганглии, които инервират вътрешните органи. Едноименните ганглии са свързани помежду си с комисури, а разноименните – с конективи.

- Миди. При мидите чифтовете ганглии са вече три, като се наблюдава сливане на някои от двойките в един общ в резултат на усъвършенстване на нервната система. Ганглиите при тях са както следва: цереброплеврални, педални и висцеропариетални.

- Главоноги. При този клас се наблюдава съвършенство в устройството на нервната система, изразяваща се в концентриране на нервните ганглии в областта на главата и развитие на специален хрущялен скелет за предпазването на централната нервна тъкан. Хрущялният скелет представлява капсула или пръстен, обхващащ церебралните ганглии и окологлътъчната нервна маса. От капсулата продължават израстъци, защитаващи очите и статоцистите. При главоногите се наблюдава и слят висцерален ганглий, а педалните се диференцират в два нервни възела. Първият е бранхиален и инервира пипалата. Вторият е инфундибуларен и от него излизат нервни разклонения за фунийката. При сепиите и калмарите се откриват и два звездовидни ганглия във фунийката.

#### Членестоноги
- Ракообразни. Представена е от чифтен главов мозък, окологлътъчни конективи и коремна нервна верига с нервни ганглии за всеки сегмент от тялото. При ракообразните, при които има сливане на отделни сегменти или цели части на трупа, се наблюдава концентрация на нервната система, изразяваща се в скъсяване на надлъжните стволове между ганглиите и сливане на нервни ганглии.

- Паякообразни. Нервната система е добре развита и показва тенденция към концентрация на нервната маса. Основният нервен ганглий се намира в главогръда и по аналогия с по-висшите животни се нарича главен мозък. От него напред излизат нервни разклонения за очите и хелицерите. Назад по коремната страна преминава коремната нервна верига. Ганглиите по нея са с различен брой и от тях излизат нервни разклонения за сетивните четинки, вътрешните органи и краката. При сенокосците, паяците и кърлежите ганглиите са обединени в един общ главогръден ганглий в резултат на концентрацията на нервната система.

- Насекоми. При насекомите нервната система достига до висока степен на развитие и сложност сред безгръбначните животни. Състои се от централна и стомодеална (симпатикова) нервна система. Централната нервна система се състои от главен мозък, разположен в главовата капсула, и чифтни нервни ганглии за всяко членче на тялото, образуващи коремната нервна верига. Главният мозък се намира в главата над хранопровода и поради тази причина се нарича и надглътъчен ганглий. При повечето насекоми се състои от три ясно различими чифтни отдела: преден мозък (protocerebrum), среден мозък (deutocerebrum) и заден мозък (tritocerebrum). Първият дял инервира фасетните очи, вторият – антените, а третият контролира симпатиковата нервна система. Под хранопровода се намира голям подглътъчен ганглий, който инервира устните органи. От подглътъчния ганглий назад посредством конективи продължава в коремната нервна верига. От нея във всяко членче на гърдите и коремчето се намира по чифтен ганглий. От тези ганглии излизат разклонения към различни отдели на тялото, а помежду си са свързани посредством конективи. Симпатиковата нервна система инервира главно някои функции на глътката, хранопровода, стомаха и аортата. Тя е представена от фронтален нервен ганглий, който е разположен пред главния мозък и е свързан с тритоцеребрума.

### Гръбначни животни
При гръбначните животни се наблюдава концентрация на нервните клетки в областта на главата. Образува се главен мозък, а нервната верига назад е гръбначния мозък. Поради високата специализация на тъканта и нейната чувствителност на механични увреждания същата се помества в черепа на главата, а назад преминава в канал, образуван от тялото на прешлените, а отгоре се затваря от костна арка. Освен централна нервна система, се образува и периферна.

#### Опашнохордови
Нервната система е представена от един ганглий, разположен между устата и клоаката. От него излизат нерви към устния сифон и долните части на тялото.

#### Главохордови
Нервната система представлява нервна тръба, разположена над хордата и обвита от мезодермално влагалище. Предният край е разширен и се нарича „вентрикулус“. Той играе ролята на главен мозък.

#### Риби
При хрущялните риби нервната система е добре развита. Предният мозък е с доста големи полукълба, а обонятелните му дялове са много добре развити. Междинният мозък е също уголемен с развита епифиза, а зрителните му хълмове са добре изразени. Хипофизата е също развита, а пред нея се намират зрителните нерви, които се кръстосват. Малкият и средният мозък координират движенията, тонуса и равновесието. Гръбначният мозък проявява известна автономност спрямо главния. При костните риби относителният размер на мозъка е по-голям от този на хрущялните. Най-голямо развитие се наблюдава при средния мозък. Малкият мозък е също добре развит, особено при силно подвижните видове.

#### Земноводни
При земноводните настъпва съществено изменение на главния мозък, като най-добре е развит предният мозък. Състои се от две полукълба със самостоятелни празнини. По повърхността на полукълбата има струпвания на нервни клетки, наречени първичен мозъчен свод. От главния мозък излизат 10 чифта нерви. Междинният мозък е най-добре развит при жабите. Малкият мозък е слабо развит. Гръбначният мозък е също добре развит. При опашатите земноводни достига до края на опашката и има много разклонения. При безопашатите е къс и от него излизат 10 чифта нерви. В областта на чифтните крайници има съответни издувания – раменно и поясно. Симпатиковата нервна система, която инервира вътрешните органи, е добре развита.

#### Влечуги
За разлика от рибите и амфибиите, при които главният мозък е от „ихтиопсиден тип“, при влечугите той е от „зауропсиден“. Различават се пет части на главния мозък. Подобно на голяма част от гръбначните животни, нервната система е представена от главен и гръбначен мозък. Главният мозък е разположен в черепната кутия. Отделните му части са почти еднакво развити. Характерна особеност е, че частите му не са разположени в права линия, а образуват лека чупка поради по-ниското разположение на продълговатия мозък. Предният мозък преобладава над останалите дялове. Върху междинния мозък е разположен теменен орган, който изпълнява ролята на допълнителен фоторецептор. Гръбначният мозък е съставен от сиво и бяло вещество. Вегетативната нервна система е добре развита.

#### Птици
Нервната система в основни линии е изградена като тази при бозайниците. Тя е много добре развита, като скоростта на нервните процеси е една от най-високите в животинския свят. Подразделя се на два големи дяла – централна (соматична) и периферна (висцерална). Главният мозък също е от „зауропсиден тип“, добре развит и движенията са високо координирани. Мозъчната кора е относително неразвита (без гънки). Наблюдава се сравнително увеличение на мозъчната маса към тялото. При птиците тя е от 0,7 до 5,8% от теглото на тялото. По-силно изразени са и гънките на мозъчната кора. От главния мозък най-добре развит е предният и малкият мозък поради необходимостта от точност при движение. От продълговатия мозък преди преминаването му в гръбначен излизат 10 чифта нерви. Гръбначният мозък има раменно и поясно удебеление.

#### Бозайници
Главният мозък е сравнително по-добре устроен и относително по-голям от останалите гръбначни животни. Теглото не превишава това на гръбначния мозък 3 до 15 пъти (в сравнение съотношението при влечугите е 1:1). Полукълбата на предния мозък са силно развити като покриват отгоре междинния и средния мозък. Повърхността им е набраздена, особено при висшите бозайници, което увеличава общата повърхност на кората.

## Ембрионално развитие при гръбначните животни
Нервната система произлиза изцяло от ектодермата. Още в ранните етапи на развитието на ембриона при залагането на осовите органи в областта на бъдещия гръб се наблюдава активно делене и придвижване на нервни клетки, като се формира нервна плочка. Постепенно страничните ѝ ръбове се издигат, а самата плочка потъва под общото ниво на останалата ектодерма. Така по цялата си дължина тя остава вгъната и по този начин се формира т.нар. нервна бразда. В резултат на нарастването и продължаващото вгъване нервната бразда се затваря и се образува нервна тръба. Заедно с морфогенезата се развива и хистогенезата на мозъчните заложби. От първоначалните ектодермални клетки се получават невробласти и глиобласти – предшественици на нервните и глиевите клетки. Бялата мозъчна субстанция се образува, едва когато се развият израстъците на невробластите и около тях се диференцират шванови клетки, произвеждащи миелин.
|  |  |

### Развитие на главния мозък
Главният мозък се залага от предния все още незатворен край на нервната тръба. В тази си част тя има форма на нервна бразда. Наблюдава се постепенно разрастване и образуване на сравнително голямо нервно мехурче. Предната му част има кълбовидна форма и се обособява като преден дял – архенцефалон. Задната е леко удължена и се означава като заден дял – девтеренцефалон. На по-късен етап между тези два дяла се разраства и трети (междинен) – мезенцефалон. На този етап от развитие мехурчетата получават и нови наименования. Предното е прозенцефалон, средното – мезенцефалон, а задното – ромбенцефалон. Трите отдела на предната част на нервната тръба са извити подковообразно като най-изпъкналата част е мезенцефалона. Задният отвор на нервната тръба се затваря напълно, а от предния отдел остава само малка част в областта на най-изпъкналата част на мезенцефалона. От прозенцефалона странично израстват две очни мехурчета. Това са първоначалните заложби на очите, които, растейки, се отдалечават от прозенцефалона, но запазват връзката си с него. След този етап настъпва ново разделяне на мозъчните мехурчета. Прозенцефалонът се разделя на предно (теленцефалон) и задно (диенцефалон), мезенцефалонът не се променя, а ромбенцефалонът се разделя също на предно (метенцефалон) и задно (миеленцефалон). Така вече са налице всички части на главния мозък. От теленцефалона ще се формират двете големи полукълба, от диенцефалона – междинният мозък, от мезенцефалона – средният, от метенцефалона – малкият, а от миеленцефалона – продълговатият мозък.
Отделните мозъчни заложби започват интензивно да нарастват. Между тях остава тънка еднослойна ектодерма, която се превръща в епедимна покривка. Нарича се lamina epithelialis. Между заложбите на полукълбата и в областта на продълговатия мозък в нея се разрастват намиращите се в образуващата се обвивка кръвоносни съдове. Образуват се сплитове (plexus chorioidei), които издуват lamina epithelialis към камерите. От празнините на мозъчните мехурчета се получават съответните мозъчни камери и съответните свързващи ги ходове. Най-силно се разрастват заложбите на двете полукълба. Между тях се оформя надлъжна мозъчна цепка (fissura longitudinalis), която постепенно се изпълва със съединителна тъкан (falx cerebri). От стената на двете полукълба основно се формира мозъчната кора. Очертават се мозъчните бразди и гънки. Най-дълбоките бразди се превръщат в мозъчни цепки. Камерите в заложбите на големите полукълба нарастват и дават издувания в челния, тилния и слепоочния отдел.

### Развитие на гръбначния мозък
Останалите две трети от нервната тръба се обособяват в гръбначен мозък. Тази част от тръбата се затваря напълно и придобива тръбовиден или странично сплеснат вид. Първоначално е еднослойно ектодермално образувание, което постепенно преминава в многослойно. По-интензивно нарастват страничните стени на заложбата. От ектодермалните клетки и в тази част се образуват невробласти и глиобласти. Първоначално глиобластите са струпани около празнината на нервната тръба. Невробластите са периферно разположени, като образуват т.нар. „мантийна зона“. От най-близко намиращите се до празнината глиобласти се обособяват епендимиобласти, които се подреждат в един слой и по-късно се диференцират в епендимни клетки. Така празнината на нервната тръба се превръща в централен канал на гръбначния мозък. Периферно от мантийната зона се разполагат глиобласти, обособяващи гранична зона – membrana limitans. В мантийната зона започва да се формира сивата мозъчна субстанция. Образуващите се израстъци на невробластите се разполагат в зоната на граничната мембрана и заедно с тези от главния мозък образуват заложбата на бялата мозъчна субстанция. В сивата маса се оформят групи нервни клетки, оформящи съответните нервни центрове.

## Функциониране
Нервните клетки са свързани по няколко във верижки. Първата клетка във верижката е много изменена. Само тя може да усеща дразнителите. Нарича се рецептор. Изграден е от специализирани образувания, разпръснати в целия организъм или събрани в специализирани сетивни органи, чрез които се възприемат промените във външната и вътрешна среда на организма. Рецепторите имат висока възбудимост. Могат да бъдат разположени по повърхността на тялото, във вътрешните органи и в мускулите, сухожилията и ставите. Рецепторът предава сигнали за промяната на следващите клетки. Сигналите са като много слаб електричен ток. Последната нервна клетка от верижката е свързана с мускул или жлеза, които приемат сигналите и изпълняват командата на нервната система. По този начин организмът отговаря на дразнителя. Този отговор се нарича рефлекс. Рефлексът стои в основата на взаимоотношенията на организма, както с външната среда така и между отделните органи и системи на тялото. Чрез рефлексите организмът се пренастройва спрямо различните условия на външната и на вътрешната среда. Анатомичният път, по който се осъществява рефлексът, се нарича рефлексна дъга. Състои се от рецептор, сетивен неврон, нервен център, двигателен неврон и реагиращ (изпълнителен) орган. Усилването и отслабването на функциите на едни органи води до изменение в дейността на други органи. Например при бягане се увеличава работата на скелетните мускули, което повишава дейността на сърцето и дихателните органи, усилва потоотделянето и топлоотдаването. Това означава, че нервната система съгласува дейността на отделните органи, т.е. осигурява единството на организма.

### Гръбначни животни

#### Морфологична класификация
Нервната система при гръбначните животни и човека по морфологични признаци се дели на:
- Централна нервна система:
  - главен мозък;
  - гръбначен мозък.
- Периферна нервна система.

#### Функционална класификация
Разделянето на нервната система в зависимост от физиологични и анатомични особености се дължи най-вече на разликите в автономния и неволеви характер на някои рефлекси с тези, които са подчинени на волята и изпълняват двигателната дейност на организма.
- Соматична нервна система. Тази система инервира само скелетната мускулатура, като по този начин запазва позата на тялото и осигурява неговото придвижване
- Вегетативна нервна система. Това е тази част от нервната система, която основно регулира дейността на вътрешните органи и способства за поддържането на телесната хомеокиназа. Тази система инервира ендокринни и екзокринни жлези, както и вътрешните органи и гладката мускулатура на всички органи в организма. Тя определя сърдечната дейност, намалява и увеличава диаметъра на артериите като така променя кръвното налягане и честотата на дишането. Въз основа на анатомични и физиологични различия вегетативната нервна система се подразделя на:
  - Симпатикова нервна система. Този дял на вегетативната нервна система има свои предганглийни неврони в гръбначния мозък, които излизат от първия гръден до втори или трети поясен прешлен. Тази анатомична особеност показва, че имат къс предганглиен аксон и дълъг следганглиен.
  - Парасимпатикова нервна система. Нервите на парасимпатиковия дял излизат като главномозъчни или гръбначномозъчни нерви. Първите влизат в състава на няколко главномозъчни нерви – III, VII, IX и X, а вторите от първия до петия поясен прешлен. Десетият главномозъчен нерв (n. vagus) осигурява парасимпатикова инервация на гръдните и коремните органи. Около 80% от всички предганглийни влакна на парасимпатиковата нервна система влизат в състава на вагусовия нерв. Предганглийните парасимпатикови нерви имат дълъг аксон и къс следганглиен.

Разликите между двата вида функционални нервни системи са:
- Центровете на соматичната нервна система са разположени метамерно, докато тези на вегетативната излизат огнищно.
- Соматичните нерви вървят без прекъсване до изпълнителния орган. Вегетативните нерви се прекъсват в ганглий, като имат предганглийни и следганглийни влакна.
- Соматичните нервни влакна са по-дебели.
- Влакната на соматичните нерви имат миелинови обвивки, каквито имат само предганглийните влакна на вегетативната нервна система.
- Соматичните влакна провеждат възбудата по-бързо, до 120 m/s, а вегетативните до 1,5 m/s.
- Импулсната честота на соматичните неврони е значително по-голяма от тази на вегетативните неврони.

## Заболявания на нервната система
Централната нервна система е защитена от наличието на няколко физични и химични бариерни механизми. Физическото отделяне на главния и гръбначния мозък с менингиални мембрани и защитата им от твърдите кости на черепа и прешлените е вариант на механична защита. Химически, главният и гръбначният мозък са изолирани от така наречената кръвно-мозъчна бариера, осигуряваща защита от повечето високомолекулни съединения и вируси, циркулиращи в кръвообръщението. Въпреки това, при пробив в кръвно-мозъчната бариера, последиците могат да са изключително тежки.
Самите заболявания на нервната система са няколко вида неврози, менингит, болести на периферните нерви (неврити), черепно-мозъчни травми.